# Montezuma (Graun)
Montezuma ist eine Opera seria in drei Akten von Carl Heinrich Graun. Das Libretto wurde vom Preußenkönig Friedrich dem Großen in französischer Sprache verfasst und von Giampetro Tagliazucchi in eine italienische Libretto-Version umgewandelt.

## Handlung
Die Oper schildert, wie die spanischen Eroberer unter Hernán Cortés den Aztekenkaiser Montezuma durch List täuschen und ihn gefangen nehmen. Obwohl Montezumas Braut einen Rettungsplan entwirft, scheitern alle Bemühungen um eine friedliche Lösung, und der Kaiser findet den Tod.

## Motivation für die Oper
Friedrich der Große beschreibt in der Oper ein Gegenbild zu sich selbst. Sein Libretto führt eindringlich vor, was mit einem Herrschaftsbereich geschieht, der sich militärisch nicht ausreichend absichert und fremden Armeen freundlich gegenübertritt. Eine bessere Argumentation für die eigene militärische Aufrüstung ließ sich kaum finden. Nur ein Jahr nach der Uraufführung des Montezuma in Berlin 1755 fiel der Preußenkönig 1756 in Sachsen ein, um einem Angriff der alliierten Nachbarstaaten auf Preußen zuvorzukommen.

## Aufführungen
Die Titelpartie und einige andere Rollen wurden ursprünglich für die Stimmen von Kastraten geschrieben, sie werden heute entweder von einem weiblichen Mezzosopran oder Alt oder von einem Countertenor gesungen.
Die Sänger der Uraufführung waren:
- Montezuma – Giovanni Tedeschi gen. „Amadori“ (Mezzosopran-Kastrat)
- Eupaforice – Giovanna Astrua (Sopran)
- Erissena – Giovanna Gasparini (Sopran)
- Tezeuco – Antonio Romani (Tenor)
- Pilpatoè – Paolo Bedeschi, gen. „Paolino“ (Alt-Kastrat)
- Hernán Cortés – Antonio Uberti, gen. „Porporino“ (Alt-Kastrat)
- Narvès – Martinengo (Alt-Kastrat)

Nach dem Tode Friedrichs des Großen wurde das Werk selten aufgeführt, erst im Jahre 1982 ist es in der Deutschen Oper Berlin wieder inszeniert worden, ebenfalls wurde es im Jahre 2010 auf Kampnagel in Hamburg aufgeführt, und zum dreihundertsten Geburtstag des Königs im Jahre 2012 wurde es wieder gezeigt, so beispielsweise im Neuen Palais in Potsdam und in der Staatsoper im Schillertheater in Berlin.

## Aufnahmen / Tonträger
1966 Richard Bonynge; London Philharmonic Orchestra

Montezuma: Lauris Elms

Erissena: Elizabeth Harwood

Eupaforice: Joan Sutherland

Tezeuco: Joseph Ward

Pilpatoè: Rae Woodland

Hernán Cortés: Monica Sinclair

Decca 6.35516 (2 LP) / Decca 448 977 2 (CD)
1992 Johannes Goritzki; Kammerchor Cantica Nova, Solistenensemble der Deutschen Kammerakademie

Montezuma: Encarnación Vázquez 

Erissena: Angélica Uribe Sánchez

Eupaforice: Dorothea Wirtz 

Tezeuco: Conchita Julian

Pilpatoè: Lourdes Ambríz

Hernán Cortés: Maria Luisa Tamez

Narvès: Ana Caridad Acosta

Capriccio 6003-2 (2 CD 135'46 Studio)